# Аютово
Аю́тово (рос. Аютово, башк. Айыу) — присілок у складі Зіанчуринського району Башкортостану, Росія. Входить до складу Ісянгуловської сільської ради.
Населення — 129 осіб (2010; 161 в 2002).
Національний склад:
- башкири — 88%